# Molleric ataronjat de làrix
El molleric ataronjat de làrix (Suillus grevillei), també anomenat molleric calçat de làrix i moixí de làrix, és una espècie de fong de l'ordre dels boletals (Boletales). És un molleric micorrízic de làrix (Larix decidua). Disposa d'un anell viscós o calça, una cama sense glàndules i els porus de l'esponja menuts en el jove i els tubs amb parets fines 

## Taxonomia
Va ser descrit l'any 1832 com Boletus grevillei per Johann Friedrich Klotzsch. R. Singer, l'any 1945, traslladà l'espècie al gènere Suillus.

## Etimologia
Suillus del llatí sus, suis, porc, mena de bolet de baixa qualitat; l'epítet grevillei està dedicat al micòleg Robert Kaye Greville (1794-1866).

## Iconografia
Marchand, A. (1971). Champignons du Nord et du Midi, 1: 67.
Breitenbach & Kränzlin, 1991, Champignons de Suisse, 3 : 46
Assyov, Boris. Boletales.com.(2024)
Jose Antonio Muñoz, Boletus s.l. (2005)
Noordeloos ME et al. Flora Agaricina Neerlandica (2018)

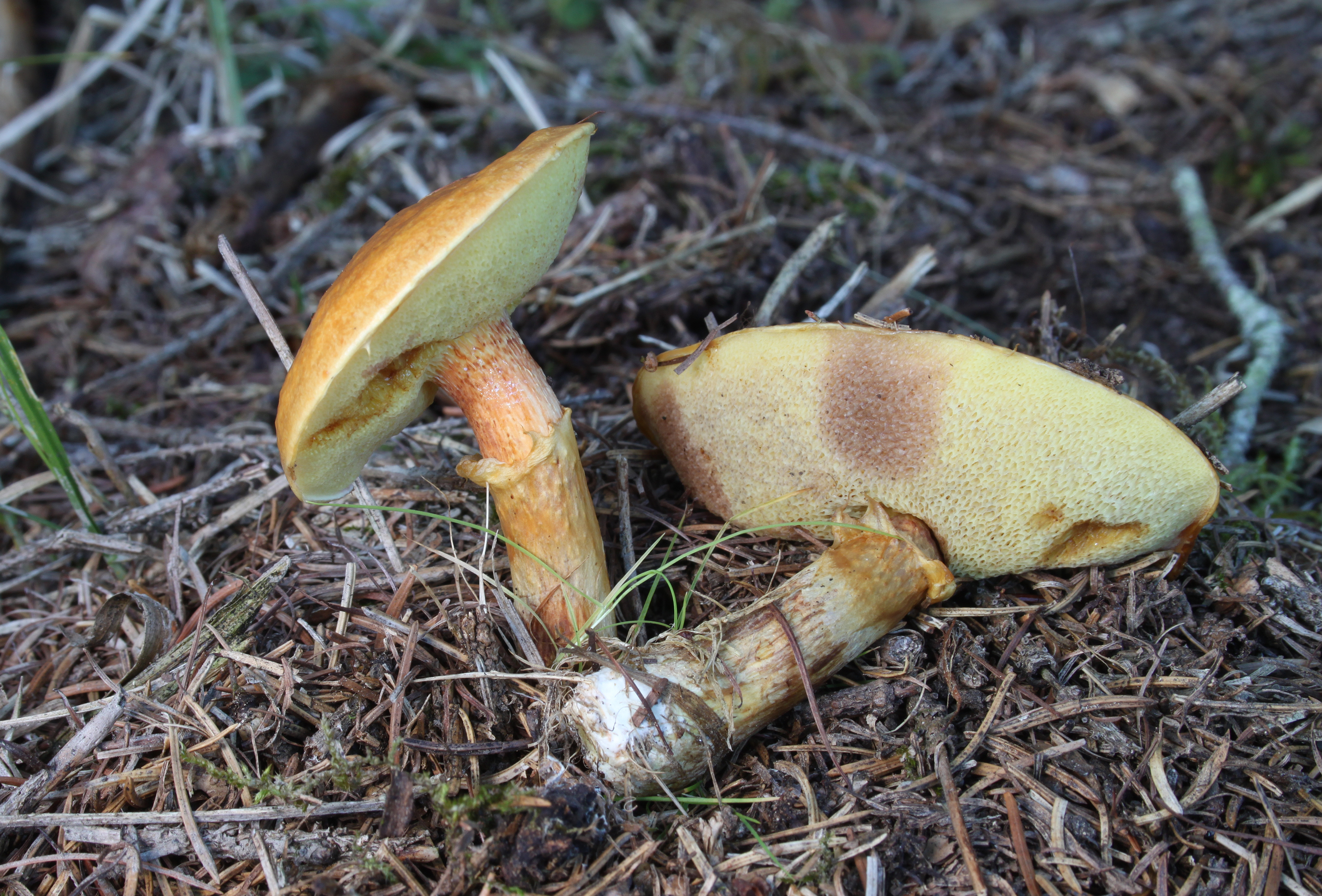
Molleric ataronjat de làrix (Suillus grevillei) mostrant el canvi de color de l'esponja sota pressió.

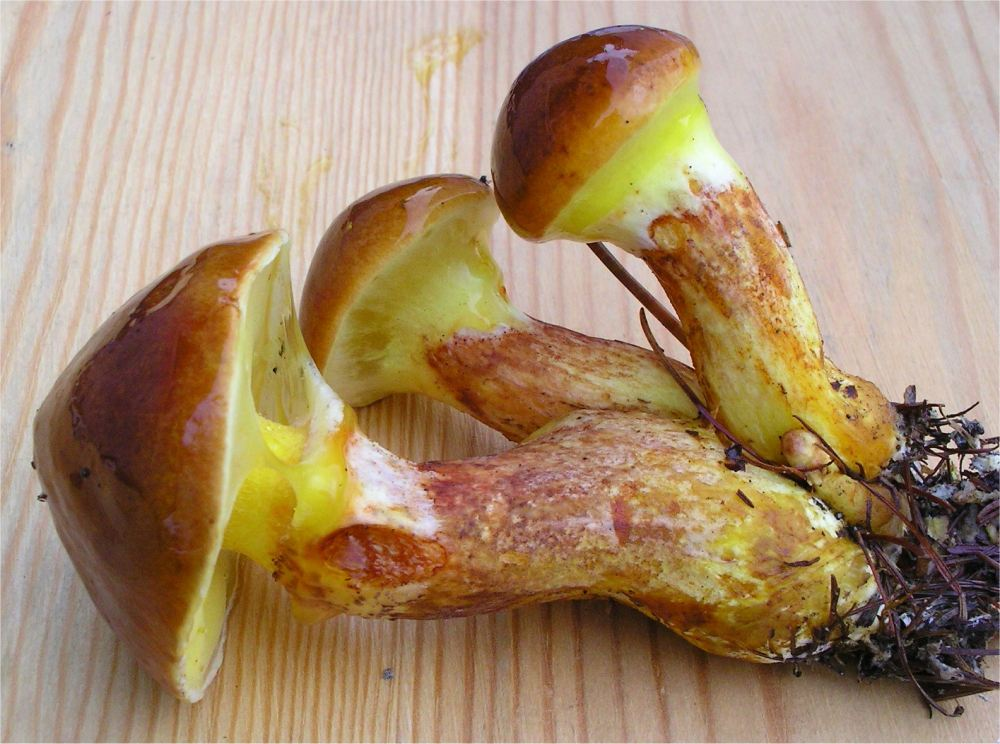
Suillus grevillei var. clintonianus

## Descripció
Barret de fins a 10 cm de diàmetre; hemisfèric en el jove, convex i estès en l'adult; viscós, llis; en la varietat típica (var. grevillei) de color groc pàl·lid a groc, groc ataronjat o taronja, de bru a bru ataronjat fosc en la var. clintonianus, més pàl·lid cap el marge; cutícula separable, molt mucilaginosa en temps humit, brillant; marge sovint amb restes de vel (apendiculat).
Tubs de l'esponja de color groc, curts (4-6 mm), de parets fines; d'adnats a decurrents; porus menuts i arrodonits en el jove, angulars en madurar; simples, de fins a 1mm de diàmetre en l'adult; grocs, groc oliva en madurar i grisencs al frec o pressió.
Cama 3-7 x 1-1.7 cm; cilíndrica, pot estar dilatada al peu; viscosa; sota l'anell finament subreticulada de vermell sobre fons groc, reticle ennegrint amb l'edat; peu blanc; vel parcial cortiniforme; anell ben desenvolupat, membranós, persistent; blanquinós, zona anular viscosa..
Carn groc pàl·lida, enfosqueix en tallar-la; ferma quan és jove, blana en madurar; olor no distintiva, dolça al tast.
Espores 6.5-11 x 3–4 μm.

## Hàbitat
Creix en boscos o plantacions de làrix; comú en rodals de làrix relativament joves (de 15 anys o més); des de l'estatge subalpí a la muntanya mitjana.

## Distribució
Es troba a Europa, el nord d'Àsia (Sibèria), Corea i el Japó , així com a Amèrica del Nord , Austràlia i Nova Zelanda.

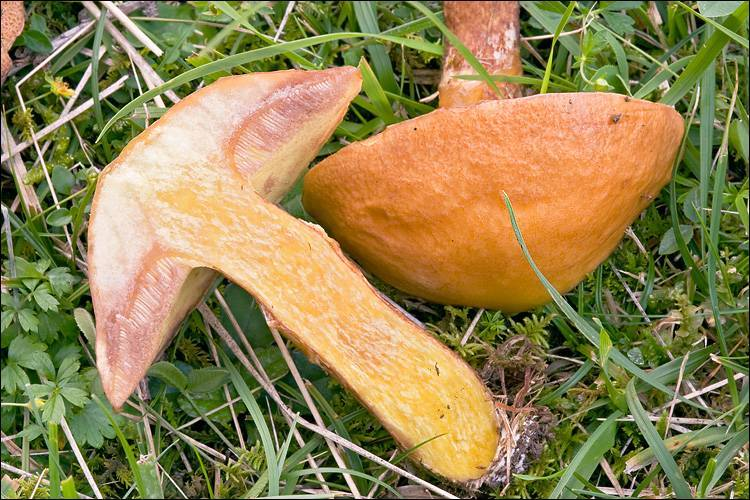
Variació del color de la carn a la secció

## Espècies semblants
És la única espècie de molleric que creix vora làrix que té la superfície del barret completament llisa. El molleric llenegós de làrix (Suillus viscidus) té el barret gris olivaci i la superfície ± escatosa. El molleric calçat (S. luteus) i el molleric calçat groguenc (S. flavidus) tenen el barret llis i una armil·la però creixen vora pins.

## Comestibilitat
Es comestible. S'aconsella treure la pell o cutícula abans de consumir.